# Готлиб Хаберланд
Готлиб Йохан Фридрих Хаберланд (на немски: Gottlieb Johann Friedrich Haberlandt; * 28 ноември 1854 в унгарски-Алтенбург, днес Машонмадяровар, Унгария; † 30 януари 1945 в Берлин) e австрийски ботаник.

## Биография
Роден е на * 28 ноември 1854 г. в Алтенбург, днес Машонмадяровар, Унгария. Той е едно от шестте деца на аграрния учен Фридрих Хаберланд (1826 – 1878). Неговият брат Михаел Хаберланд (1860 – 1940) е етнолог.
Готлиб Хаберланд следва във Виенския университет и го завършва през 1876 г. След това работи при Симон Швенденер в Тюбингенския университет. От 1888 г. е професор по ботаника на Техническия университет в Грац, а от 1910 г. – в Хумболтовия университет в Берлин.
Умира на 30 януари 1945 година в Берлин на 90-годишна възраст.

## Научна дейност
Основава физиологичната растителна анатомия, съоткривател е на растителните хормони.

## Произведения
- Die Entwicklungsgeschichte des mechanischen Gewebesystems der Pflanzen. 1879.
- Physiologische Pflanzenanatomie. 1884.
- Das reizleitende Gewebesystem der Sinnpflanze. 1890.
- Über Erklärung in der Biologie. 1900.
- Die Lichtsinnesorgane der Laubblätter. Leipzig: W. Engelmann, 1905.
- Sinnesorgane im Pflanzenreich zur Perzeption mechanischer Reize. 1906.
- Eine botanische Tropenreise. Indo-malayische Vegetationsbilder und Reiseskizzen. Leipzig, Engelmann 1893; 2. Aufl. 1910.
- Über Pflanzenkost in Krieg und Frieden: ein Vortrag. Leipzig: Teubner 1916.
- Physiologie und Ökologie. I. Botanischer Teil. Berlin 1917.
- Das Ernährungsproblem und die Pflanzenphysiologie. Berlin: Norddt. Buchdr. u. Verl. Anst., 1918.
- Goethe und die Pflanzenphysiologie. Leipzig, Weg 1923.
- Erinnerungen, Bekenntnisse und Betrachtungen. 1933, DOI:10.1007/978-3-662-36740-7
- Botanische Vademecum für bildende Künstler und Kunstgewerbler. Jena: Fischer, 1936
- Über das Wesen der morphogenen Substanzen. Berlin 1942